# Quadrilhão (política)
Quadrilhão é o nome dado pela Polícia Federal e pelo Procurador-Geral da República Rodrigo Janot e usado pela imprensa brasileira contra as supostas organizações criminosas do PT e do PMDB, do qual Janot denunciou junto ao Supremo Tribunal Federal.
O aumentativo "quadrilhão" é uma alusão ao tamanho e ao poder dos integrantes do grupo suspeito de, entre outros crimes, organização criminosa, quando quatro ou mais pessoas se associam para o fim específico de cometer infrações penais cujas penas máximas superem quatro anos.
Em 5 de setembro de 2017, o procurador-geral da República denunciou o que ele chamou de "quadrilhão do PT". Entre os denunciados estão o ex-presidente Luiz Inácio Lula da Silva, a ex-presidente Dilma Rousseff, os ex-ministros Antonio Palocci, Guido Mantega, Edinho Silva, Paulo Bernardo, a senadora Gleisi Hoffman e o ex-tesoureiro do PT João Vaccari Neto. Em denúncia contra Lula e Dilma, o procurador-geral da República afirmou que o PMDB da Câmara foi comprado e que grupo liderado pelo presidente Michel Temer recebeu 350 milhões de reais do esquema na Petrobras.
Em setembro de 2017, a Procuradoria-Geral da República apresentou duas peças acusatórias contra o comando do PMDB - referido como "Quadrilhão do PMDB": uma para a ala do partido no Senado e outra para a ala do partido na Câmara dos Deputados.
Em 12 de setembro de 2017, a Polícia Federal concluiu um inquérito que investiga o chamado "PMDB na Câmara", conhecido por "quadrilhão do PMDB da Câmara". Dois dias depois, Rodrigo Janot denunciou o "quadrilhão do PMDB" - segundo as investigações do PGR e a denúncia - composto pelo presidente da República Michel Temer, ex-presidente da Câmara dos Deputados Eduardo Cunha, pelos ministros do governo Temer Eliseu Padilha e Moreira Franco, pelo ex-ministro Geddel Vieira Lima, ex-assessorres de Temer, Rodrigo Rocha Loures, Tadeu Filippelli e Sandro Mabel, além do deputado Lúcio Vieira Lima, irmão de Geddel Vieira Lima, preso pela Polícia Federal após ter sido encontrado 51 milhões de reais em um apartamento ligado à Geddel. Janot colocou no rol de testemunhas quarenta delatores, sendo 36 colaboradores e quatro pretendentes à delação como Antonio Palocci, e Léo Pinheiro, ex-presidente da OAS.
Antes disso, em 8 de setembro de 2017, Janot havia denunciado por organização criminosa os senadores Edison Lobão, Renan Calheiros, Romero Jucá, Valdir Raupp e Jader Barbalho, além de José Sarney e Sérgio Machado, no que foi chamado "quadrilhão do PMDB" no Senado.